# Gymnosiphon guianensis
Gymnosiphon guianensis är en enhjärtbladig växtart som beskrevs av Henry Allan Gleason. Gymnosiphon guianensis ingår i släktet Gymnosiphon och familjen Burmanniaceae. Inga underarter finns listade i Catalogue of Life.